# Rhinow
Rhinow (phát âm tiếng Đức: [ˈʁiːnoː]) là một đô thị thuộc huyện Havelland, bang Brandenburg, Đức.